# 聖塞農
聖塞農是哥倫比亞的城鎮，位於該國北部，由馬格達萊納省負責管轄，距離首府聖瑪爾塔325公里，始建於1751年，面積233平方公里，海拔高度19米，2005年人口8,749。

## 外部連結
- （西班牙文） San Zenon official website
- （西班牙文） Government of Magdalena: San Zenón

9°20′N 74°18′W / 9.333°N 74.300°W